# HD 80447
HD 80447，又名BD-10 2804，SAO 155090、HR 3702，是一颗恒星，视星等为6.62，位于銀經242.49，銀緯25.86，其B1900.0坐标为赤經9h 14m 44s，赤緯-10° 25.86′ 35″。